# 納戈里亞尼 (扎列希基區)
48°47′58″N 25°36′40″E / 48.79944°N 25.61111°E

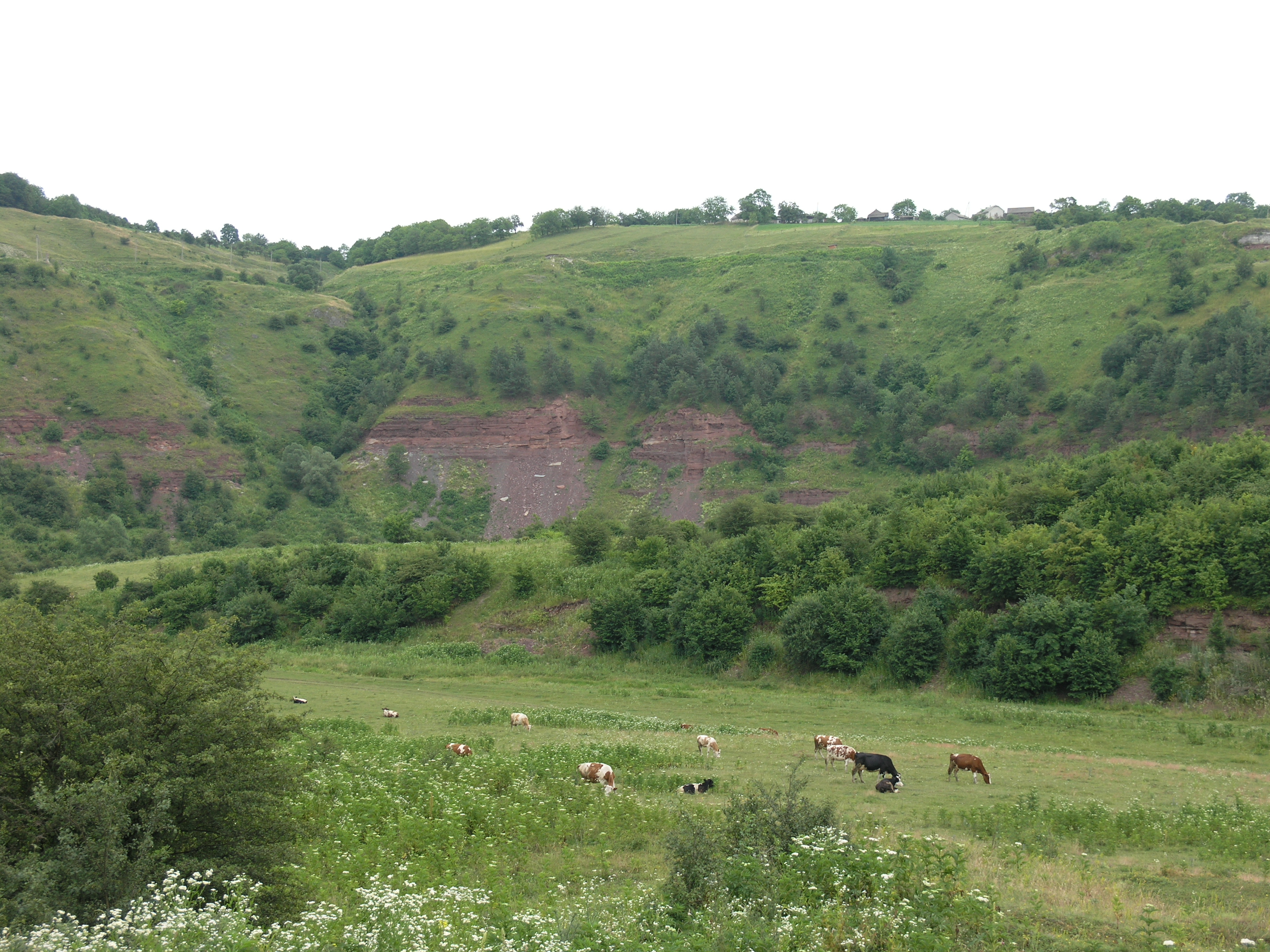

納戈里亞尼（烏克蘭語：Нагоряни），是烏克蘭的村落，位於該國西部捷爾諾波爾州，由喬爾特基夫區負責管轄，始建於1493年，面積2.15平方公里，2001年人口593，人口密度每平方公里275.8人。